# Kvinnouniversitetet Ewha
Kvinnouniversitetet Ewha (koreanska: 이화여자대학교) är ett privat universitet för kvinnor i Seoul i Sydkorea, som grundades 1886 av den amerikanska metodistmissionären Mary F. Scranton (1832–1909) under kung Gojongs regim. 

## Historik
Mary F. Scranton grundade 1886 Ewha Haktang, en missionsskola för flickor. Namnet Ewha, som betyder “päronträdsblommor”, fick det av den koreanske kungen Gojong året därpå. En bild av en päronträdsblomma ingår i skolans logotyp. 
Skolan började ge kurser på college-nivå 1910 och yrkesinriktade kurser för kvinnor 1925. Den del som undervisade på gymnasienivå heter idag "Ewha flickgymnasium" och har separerats från högskoledelen och lokaliserats till distriktet Jung-gu i Seoul. Båda institutionen delar samma motto och har samma bild av en päronblomma i sina logotyper. 
Omedelbart efter befrielsen av Korea den 15 augusti 1945 fick skolan regeringens tillstånd att benämna sig universitet.
År 2019 hade Ewha kvinnouniversitet drygt 20 000 studenter. Det går också en del manliga studenter på universitetet

## Kvinnouniversitetet Ewhas museum
Kvinnouniversitetet Ewhas museum öppnade 1935 med ambitionen att bidra till att bevara Koreas kulturarv. Dess största enskilda samling utgörs av "Korean National Treasure No. 107" med bland annat krukor av vitt porslin. På 1960-talet öppnades en museibyggnad med salar för permanenta utställningar. År 1990 utökades museet med en andra byggnad på 4,400㎡. Under 2000-talet utökades museet ytterligare och en avdelning för modern konst tillkom.

## Galleri

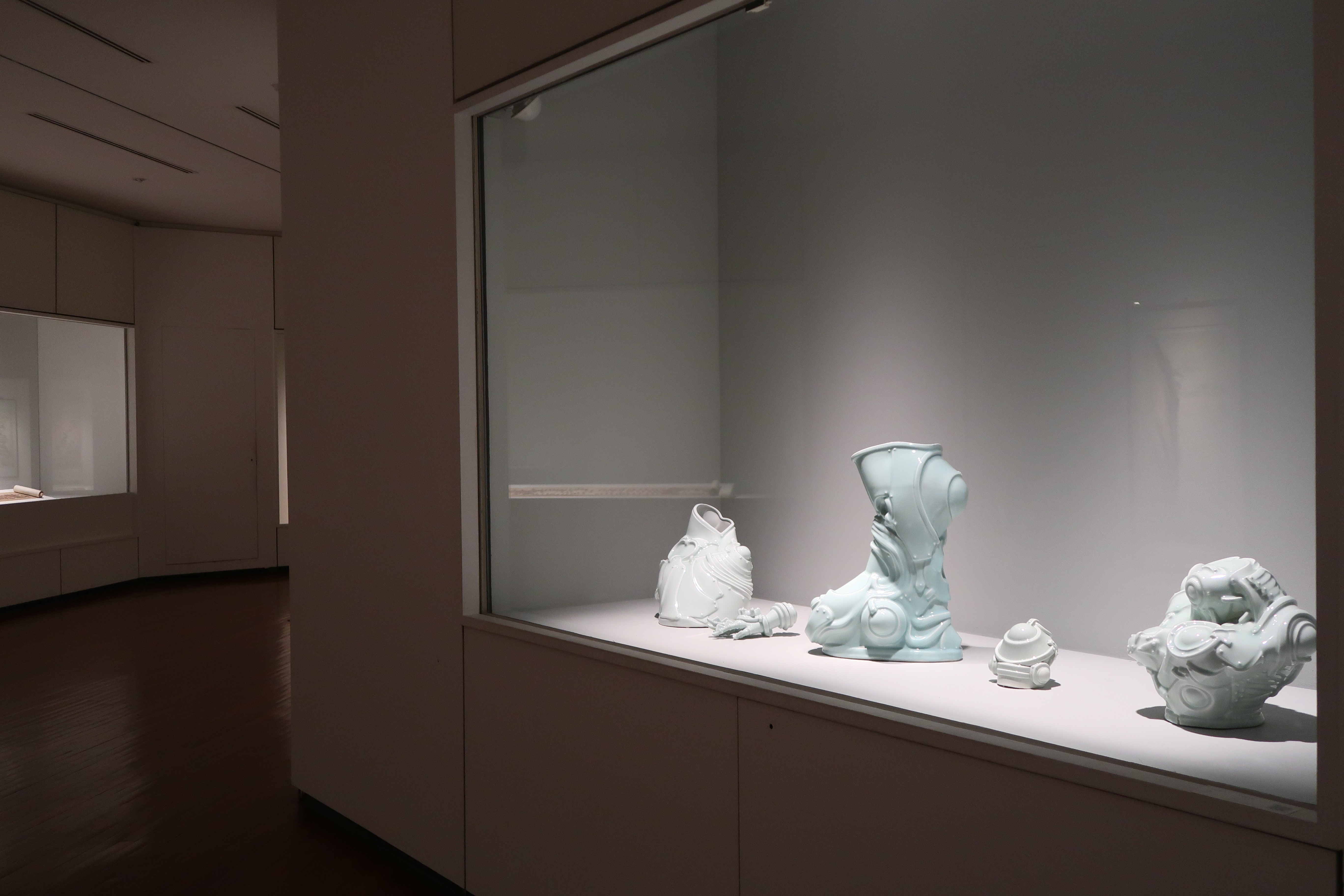
Keramiska skulpturer i Ewhas museum av Lee Bul 2000.
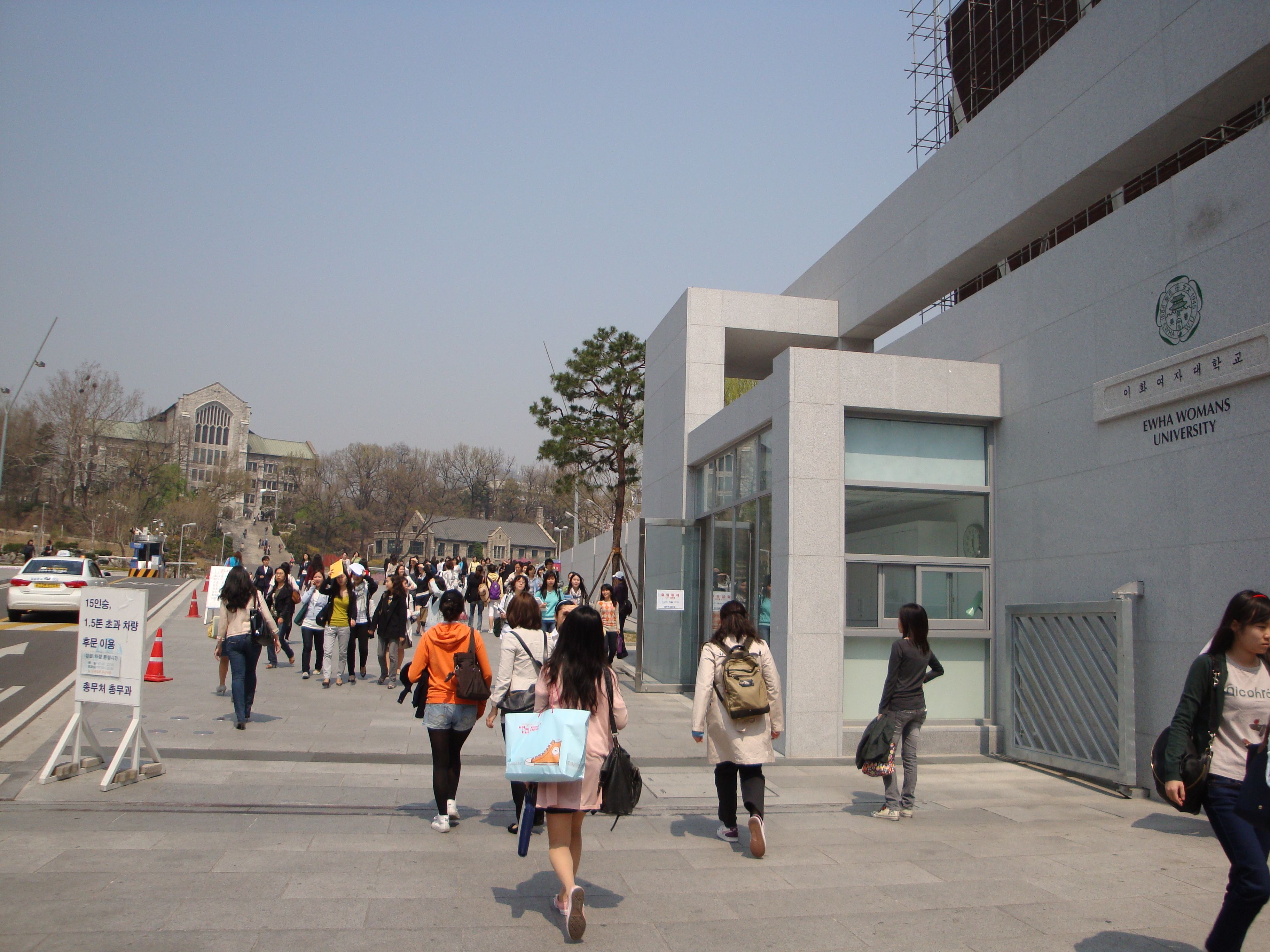
Huvudingång.
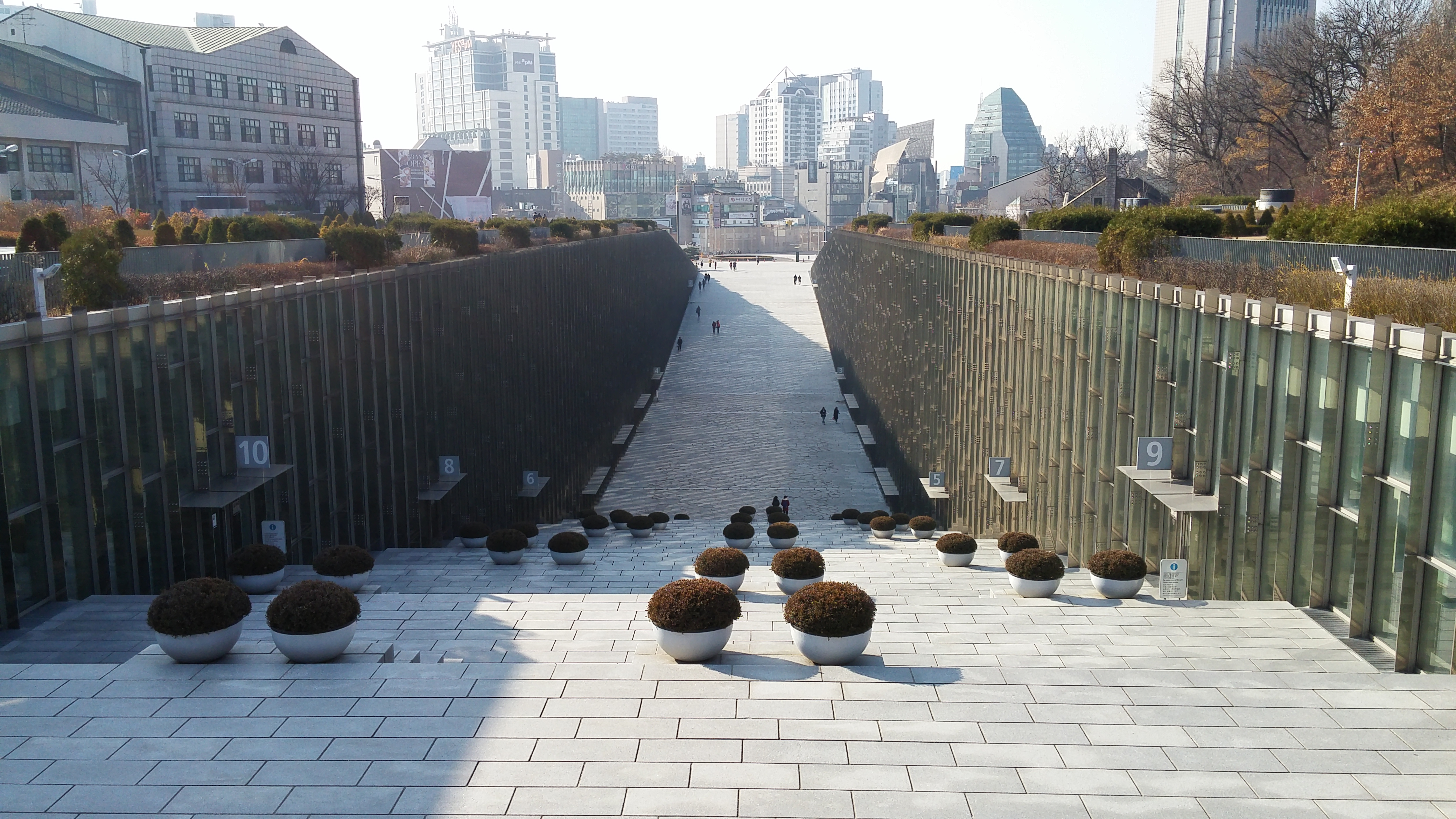
Ewhas campus.
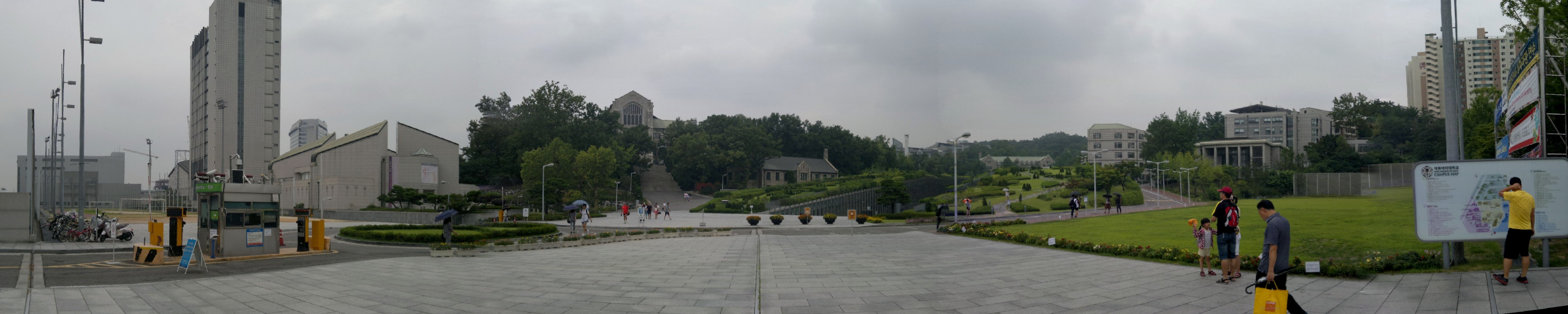
Panorama över Ewhas.